# Dark Water – Fatum
Dark Water – Fatum – amerykański horror z 2005 roku w reżyserii Waltera Sallesa. Film jest remakiem japońskiego horroru z 2002 o tym samym tytule.

## Obsada
- Jennifer Connelly – Dahlia Williams
- Ariel Gade – Ceci Williams
- John C. Reilly – pan Murray
- Tim Roth – Jeff Platzer
- Dougray Scott – Kyle
- Pete Postlethwaite – Veeck
- Camryn Manheim – nauczycielka
- Perla Haney-Jardine – Natasha/młoda Dahlia
- Elina Löwensohn – matka Dahlii
- Edward Kennington – Billy
- Matthew Lemche – Steve
- Linda Emond – Mediator
- Bill Buell – Mediator
- J.R. Horne – Mężczyzna w pociągu
- Debra Monk – Nauczycielka młodej Dahlii
- Craig muMs Grant – Klient Platzer Backseat
- Zoe Heath – Mama Natashy
- Jennifer Baxter – Mary

## Opis fabuły
Dahlia Williams (Jennifer Connelly) po wielu kłótniach rozstaje się ze swoim mężem Kyle'em (Dougray Scott), z którym walczy o prawa rodzicielskie nad małą córeczką Ceci (Ariel Gade). Zmuszona przez życie młoda matka postanawia odnaleźć odpowiedni dom dla siebie i swojej córeczki. W tym celu idzie do pracy, a za zarobione pieniądze wynajmuje mieszkanie w starym gmachu w centrum Nowego Jorku. Od samego początku budynek nie spodobał się Dahli, lecz po namowie agenta Murraya (John C. Reilly) zgadza się na zamieszkanie w budynku. Jednak wiele zjawisk nie daje jej spokoju, wciąż ma wrażenie, iż jest przez kogoś obserwowana, a na domiar złego jej córka zaczyna rozmawiać ze swoją wyimaginowaną przyjaciółką...